# توتسزیزنا
توتسزیزنا (به لاتین: Tłoczyzna) یک منطقهٔ مسکونی در لهستان است که در Gmina Pyzdry واقع شده‌است.